# Helltaker
Helltaker — бесплатная инди-приключенческая игра-головоломка с элементами симулятора знакомств, разработанная польским разработчиком Лукашом Пискожем (пол. Łukasz Piskorz), известным под псевдонимом vanripper, и выпущенная в 2020 году для ПК. Позиционируется как «короткая игра про демонесс в деловых костюмах».
В 2024 году Лукаш выпустил игру под названием Awaria.

## Сюжет
Сюжет рассказывает о человеке по имени Helltaker, которому снится сон, в котором у него есть гарем девушек-демонов. Проснувшись, он отправляется в ад, чтобы осуществить свою мечту. Он убеждает девушек присоединиться к нему на протяжении всех событий игры, и после успеха, хотя заявлено, что его время с ними будет коротким и болезненным, он решает, что они ему все ещё нравятся.

## Игровой процесс
Игра представляет из себя серию уровней-головоломок с элементами симулятора свиданий. Герой должен пройти часть лабиринта подземелья, в конце которой он встречает новую демонессу. Каждая стадия головоломки состоит из толкания камней и уничтожения солдат-скелетов вокруг двумерной решётки, сродни Sokoban, не превышая при этом установленное количество ходов и избегая ловушек. Исключением является уровень с финальным боссом, в котором основной задачей является уклонение от атак.
После игровой части уровня героя ждёт диалог с демонессой, в ходе которого она задаст вопрос, а игрок должен выбрать правильный ответ, основываясь на её личности и характере. При выборе неправильного ответа демонесса убьёт игрока и уровень начнётся сначала (исключение составляют два персонажа). Игровую часть всех уровней, кроме финального, можно пропустить, сразу переходя к диалогам, однако в таком случае игрок теряет возможность получить секретную концовку, для получения которой нужно найти обрывки манускрипта, спрятанные в некоторых уровнях.

## Разработка
Vanripper самостоятельно разработал игру примерно за год. По его словам, Helltaker чем-то напоминает серию видеоигр Leisure Suit Larry, поскольку главные герои обеих игр имеют общие характеристики.
Игра бесплатная, но имеет платное дополнение, содержащее арт-бук и рецепт приготовления блинов.
Официально игра доступна только на английском языке, однако vanripper поддержал переводы, сделанные сообществом, объяснив, как их делать, и сам сделал перевод на польский.
Спустя ровно год после релиза была выпущена дополнительная глава, по сюжету которой в аду сменилось руководство, а игрок в роли Examtaker встречается с новой демонессой ― Loremaster.

### Саундтрек
Весь саундтрек для основной игры, и для дополнения был написан композитором Mittsies. Сам vanripper в дополнительных комиксах к Helltaker в своём аккаунте в Твиттере описывает его как «lewd music», то есть непристойную и упоминает эпизод, когда ранее работы Mittsies были заблокированы по решению польских властей, что вероятно связано с тем, что до публикации саундтреков к Helltaker Mittsies в основном был известен как хентай-художник[значимость факта?].

## Восприятие
Олег Данилов из ITC.ua поставил игре максимально возможную оценку в 5 из 5 звёзд, назвав её «крохотной, но чрезвычайно милой». Дженни Лада из Siliconera пишет, что одной из причин популярности игры стали персонажи. По её мнению, визуальный дизайн девушек и короткие диалоги с ними хорошо передают их характер и делают их привлекательными. Например, если попросить демонессу о помощи во время решения головоломки, она заодно может рассказать о том, что она думает о других девушках.